# شجاعت (فیلم ۲۰۲۰)
شجاعت (به تامیلی: Soorarai Pottru) یک فیلم درام هندی به زبان تامیلی محصول سال ۲۰۲۰ به کارگردانی سودها کونگارا است. در این فیلم بازیگرانی همچون سوریا، پارش راوال، آپارنا بالامورالی، اورواشی، موهان بابو و کاروناس ایفای نقش کرده‌اند.
این فیلم از وقایع زندگی (جی.آر. گوپینات) بنیانگذار خطوط هوایی هندی ارزان الهام گرفته شده‌است، همان‌طور که در خاطراتش توضیح داده شده‌است. این پروژه در اواسط سال ۲۰۱۸ با عنوان کاری Suriya 38 و عنوان رسمی آن در آوریل ۲۰۱۹ اعلام شد. فیلمبرداری اصلی در همان ماه آغاز شد و در سپتامبر همان سال به پایان رسید و فیلمبرداری در مادورای، چنای و چندیگر انجام شد. پراکاش کومار موسیقی فیلم را ساخت در حالی که نیکث بومیردی فیلمبردار بود و ساتیش سوریا تدوین فیلم را بر عهده داشت.
اکران فیلم تحت تأثیر تأخیرهای پس از تولید و همه‌گیری کووید ۱۹ قرار گرفت. در ۱۲ نوامبر ۲۰۲۰، در آستانه جشنواره دیوالی، از طریق آمازون پرایم ویدئو منتشر شد و مورد تحسین منتقدان قرار گرفت. این فیلم به عنوان یکی از ده فیلم هندی برای نمایش در بخش بهترین فیلم خارجی در هفتاد و هشتمین دوره جوایز گلدن گلوب انتخاب شد. این فیلم همچنین وارد بخش پانوراما جشنواره بین‌المللی فیلم شانگهای شد. این فیلم برنده پنج جایزه در شصت و هشتمین دوره جوایز ملی فیلم شد: بهترین فیلم بلند، بهترین بازیگر مرد (سوریا)، بهترین بازیگر زن (آپارنا)، بهترین فیلمنامه (کنگارا و نایر) و بهترین موسیقی پس‌زمینه (پراکاش کومار). یک بازسازی هندی، دوباره به کارگردانی کونگارا و تهیه‌کنندگی سوریا با بازی مجدد راوال، قرار است در تاریخ ۱۶ فوریه ۲۰۲۴ در سینماها اکران شود.

## داستان
فیلم داستان مردی جوان را روایت می‌کند که به دنبال هدفی بزرگ هست. اما در این میان سرمایه دارترین صنعت جهان و چندین دشمن مانع او می‌شوند و…